# Mistrzostwa Czech w Boksie 1994
Mistrzostwa Czech w Boksie 1994 – zawody bokserskie rozgrywane od 1993, w których udział mogą brać zawodnicy pochodzący z Czech. Zawody odbyły się w lutym w mieście Uście nad Łabą, a zawodnicy rywalizowali w jedenastu kategoriach wagowych. Podani zostali tylko zwycięzcy.

## Medaliści
| Kategoria wagowa                  | Złoto                | Srebro | Brąz |
| Waga musza (- 51 kg.)             | Zdeněk Fiala         |        |      |
| Waga kogucia (- 54 kg.)           | Gabriel Hencz        |        |      |
| Waga piórkowa (- 57 kg.)          | Konštantín Flachbart |        |      |
| Waga lekka (- 60 kg.)             | Tibor Rafael         |        |      |
| Waga lekkopółśrednia (- 63,5 kg.) | Marek Šimák          |        |      |
| Waga półśrednia (- 67 kg.)        | Pavel Dostál         |        |      |
| Waga lekkośrednia (- 71 kg.)      | Pavol Polakovič      |        |      |
| Waga średnia (- 75 kg.)           | Ľudovít Plachetka    |        |      |
| Waga półciężka (81 kg.)           | Vojtěch Rückschloss  |        |      |
| Waga ciężka (91 kg.)              | Aleš Hrubý           |        |      |
| Waga superciężka (+ 91 kg.)       | Jan Bezvoda          |        |      |